# Carlos Branca
Carlos Branca (Buenos Aires, 1º novembre 1962) è un regista teatrale e attore argentino, attivo in campo teatrale.

## Biografia
Carlos Branca è tra i principali esponenti del teatro lirico e teatro di prosa in Italia e in Argentina.
Nato a Buenos Aires da genitori italiani emigrati in Argentina, si laurea in Giurisprudenza nel 1988 presso l'Università di Buenos Aires. Contemporaneamente, frequenta il corso di regia lirica presso l'Istituto Superiore d'Arte del Teatro Colón. A partire dal conseguimento del diploma, dirige numerose rappresentazioni liriche e di prosa nei principali teatri argentini prima, e italiani poi.
Dal 2001 al 2004 ricopre la cattedra di regia e pedagogia presso l'Università Popolare delle Madri di Plaza de Mayo.
Dal 2006 si trasferisce stabilmente in Italia, dove continua la propria carriera di regista e attore in numerose rappresentazioni nei principali teatri (Teatro Ambra Jovinelli, Teatro Regio di Parma, Teatro Manzoni di Bologna, Teatro Comunale di Ferrara, Teatro Giuseppe Verdi di Busseto, Accademia Chigiana, Teatro Verdi di Pisa), oltre ad aprire una scuola di recitazione con sedi a Bologna, Ferrara e Parma. Oltre alla scuola stabile, svolge numerosi laboratori teatrali e stage di Teatro-Danza in tutta Italia.
Nel 2009 inizia a seguire la preparazione in arte scenica di cantanti per la partecipazione a concorsi di canto lirico in Italia e nel mondo.
Nel 2012 partecipa, dietro invito del Governo dell'Uruguay, alla prima Biennale d'arte in qualità di maestro internazionale di arte scenica e regia.
Nel marzo 2013 tiene un corso di canto lirico presso l'Università cinese di Lanzhou in qualità di visiting professor. Dal 2019 è un membro della Giuria del Premio internazionale Lexenia "Arte e Giustizia", con altri artisti di primo piano come il trombettista Frank Nemola, il violoncellista Enrico Guerzoni, lo scrittore Rigel Bellombra, il giornalista e critico musicale Enrico Deregibus, il chitarrista e produttore Bruno Mariani, la cantante Iskra Menarini e il pittore Fabio De Poli.
Pedagogia:  da 30 anni sviluppa la attività pedagogica nel ambito del teatro di Prosa e anche nel Teatro Lirico, in tutto il mondo, e il direttore accademico del "Teatro tre territorio" con maestri di argentina e Europa: Rafael Spregelburd, Emma Dante, Raul Serrano, Diego Capusotto, Giorgio Barberio Corsetti, Fabrizio Gifuni, Jacopo Fo, fra gli altri con il patrocinio della fondazione Dario Fo, Franca Rame.
Nel 2021 ha diretto  la Opera "Maria de Buenos Aires" per il "Ravenna Festival" curando la regia, per i 100 anni della nascita di Piazzolla, in tournée per Italia.
Sempre nel 2021 ha diretto  un spettacolo danzato con el Balletto di Roma, "Astor" con Mario Stefano Pietrodarchi, in tournée per Italia. 
Ravenna Festival 2020: il suo spettacolo "Una vita da film: Luis Bacalov" Con Maria Grazia Cucinotta, Vitorio De Scalzi dei New Trolls.
nel 2019 ha curato la regia di la Opera: “Mi Buenos Aires perdido” voce recitante: Andrea Giordana, Musica di Giorgio Carnini. C. Santa Cecilia di Roma, con il Patrocini della Ambasciata Argentina in Italia.
In Cina: maggio 2019, la preparazione di Così fan tutti, Rigoletto
“Una vita da Film:Luis Bacalov ” con Victorio De Scalsi dei NEW TROLLS e gli Anema.
Nel 2017:  “Buenos Aires y su mito: el Tango” da una sua idea, con l’attore Alessandro Haber (che lavorò fra gli altri con Federico Fellini), con Lorna Windsor voce è con i MODERN BACHIANAS QUARTE Alessandro Nidi Pianoforte e arrangiamenti, Nadio Marenco Fisarmonica,  Audrey Lafargue Violoncello, Sebastiano Nidi Vibrafono e percussioni.
Nel 2017 La prima di una nuova opera musicale per l’infanzia, con musica di Luis Bacalov e l’orchestra della Magna Grecia, dal titolo “Le avventure di Alina” da un’idea di Marina Rivera e testo di Rosanna Pavarini e Marina Rivera, replica con la orchestra Verdi di Milano.
sempre nel 2017 Una nuova direzione scenica dell’Opera “Estaba la Madre”, con il Conservatorio Santa Cecilia di Roma.
-La prima dello spettacolo “Core n’grato”, con Rosalia Porcaro, che si rappresenta in tournée in tutta Italia.
In marzo 2016 ha fatto la regia della Opera Lirica  ” Estaba la madre”, con coro e orchestra in Piazza del Plebiscito in Napoli,  per i 40 anni della dittatura Militare in Argentina.
In ottobre 2015 ha fatto la regia della Opera Lirica  ” Estaba la madre” di Luis Bacalov, con la Orchestra Sinfonica Nacional,  il Coro Polifonico Nacional e il Balletto Contemporaneo Nacional, Auditorium Centro Cultural kirchner di Buenos Aires, Argentina.
In giugno 2015 ha fatto la regia della opera lirica "una divino comedia" con musica di Luis Bacalov e la orchestra Verdi di Milano, per la EXPO.
In giugno 2015 ha fatto l spettacolo "Antigone, la guerra continua" nel teatro comunale di Ferrara. 
In luglio 2014 ha partecipato al  “Ravello Festival”  con un nuovo spettacolo da lui ideato e diretto “Con el respiro del Tango” con Luis Bacalov e l'attore Michele Placido.

## Opere
- 2005.- ha diretto La scala di seta di Rossini nel Teatro Avenida
- 2005.-"Tlausicalpan" (prima mondiale) di E. Mastronardi nel Teatro Argentino, che nel 2006 ha ottenuto il premio della critica come migliore opera dell'anno
- 2006.- Il barbiere di Siviglia nel Teatro Lola Membrives
- 2007.- "Il sogno di Ulisse" del maestro Bruno D'Astoli
- 2007.- la Dirindina di Scarlatti. Per l'Istituto Superiore d'Arte del Teatro Colón.
- 2008 ha curato la regia del suo spettacolo“Nostalgia” rappresentato a Bologna nella rassegna “Teatro dell'esilio” ed in giugno è stato direttore artistico del festival di teatro argentino nel' ambito della rassegna Bologna estate (Bologna bè), sono state rappresentate sei opere di Autori Argentini.
- 2008 Recita la parte di Borges nell'opera Y Borges cuenta que... diretta dal collega Giorgio Barberio Corsetti.
- 2009 ha diretto “Estaba la Madre” di L. Bacalov (compositore di colonne sonore dei film di Quentin Tarantino, Fellini, Pasolini), con la direzione musicale dello stesso autore, vincitore, fra l'altro del premio Oscar per la musica con il film "Il Postino", per l'Emilia-Romagna Festival e la scuola di Opera del teatro Comunale di Bologna.
- 2010 dirige “Assenza”, spettacolo musicale da lui ideato, in vari teatri Italiani, nello stesso anno “Baires concerto”   al teatro Verdi di Busseto,
- 2011 ha diretto "Mi Buenos Aires querido" al teatro Regio di Parma,
- 2012 nel teatro "Mi Buenos Aires querido" al Manzoni di Bologna.
- 2014 ha partecipato al  “Ravello Festival”  con un nuovo spettacolo da lui ideato e diretto “Con el respiro del Tango” con Luis Bacalov e l'attore Michele Placido
- 2015 ha fatto l spettacolo "Antigone, la guerra continua" nel teatro comunale di Ferrara.
- 2015 ha fatto la regia della opera lirica "una divino comedia" con musica di Luis Bacalov e la orchestra Verdi di Milano, per la EXPO.
- 2015 ha fatto la regia della Opera Lirica  ” Estaba la madre” di Luis Bacalov, con la Orchestra Sinfonica Nacional,  il Coro Polifonico Nacional e il Balletto Contemporaneo Nacional, Auditorium Centro Cultural kirchner di Buenos Aires, Argentina.
- 2016 ha fatto la regia della Opera Lirica  ” Estaba la madre”, con coro e orchestra in Piazza del Plebiscito in Napoli,  per i 40 anni della dittatura Militare in Argentina.
- 2016 ha fatto la regia della opera lirica "una divino comedia" con musica di Luis Bacalov e la orchestra Verdi di Milano, nella stazione sinfonica. .
- 2017 in marzo ha fatto la prima dello spettacolo “Core n’grato”, con Rosalia Porcaro, che si rappresenterà in tournée in tutta Italia.
- 2017 in marzo ha fatto la prima di una nuova opera musicale per l’infanzia, con musica di Luis Bacalov e l’orchestra della Magna Grecia, dal titolo “Le avventure di Alina” da un’idea di Marina Rivera e testo di Rosanna Pavarini e Marina Rivera.
- 2017 in maggio ha fatto una nuova direzione scenica dell’Opera “Estaba la Madre”, con il Conservatorio Santa Cecilia di Roma.
- 2017 in settembre ha fatto un nuovo spettacolo: “Buenos Aires y su mito: el Tango” da una sua idea, con l’attore Alessandro Haber (che lavorò fra gli altri con Federico Fellini)
- 2017 in novembre ha interpretato Jorge Luis Borges nell’opera “Y Borges quenta que…”, con l’orchestra francese Lutetia, a Parigi.
- 2018 “Una vita da Film:Luis Bacalov ” con Victorio De Scalsi dei NEW TROLLS e gli Anema.
- 2019 Fra i suoi nuovi lavori teatrali si segnalano: la Opera: “Mi Buenos Aires perdido” voce recitante: Andrea Giordana, Musica di Giorgio Carnini, Regia: Carlos Branca. C. Santa Cecilia di Roma, con il Patrocini della Ambasciata Argentina in Italia.
- 2019 in Cina:, la preparazione di Così fan tutti, Rigoletto
- 2020 Ravenna Festival: il suo spettacolo "Una vita da film: Luis Bacalov" Con Maria Grazia Cucinotta, Vitorio De Scalzi dei New Trolls.
- 2021 “Maria de Buenos Aires” di Astor Piazzolla e Horacio Ferrer, al Ravenna Festival in co-produzione con il Teatro Comunale di Ferrara “Claudio Abbado” prima luglio 2021. Tournne per i principali teatri lirici Italiani. Regia.
- 2022 E LE NUVOLE SOSTERRANNO IL MIO PESO, marzo 2022, Idea, regia e attore insieme a Serra Yilmaz. Teatro Duse Bologna.
- 2022 Attraverso l’universo ottobre 2022 Teatro Politeama di Catanzaro, testo, regia, attore insieme a Luca Ward.
- 2023 La opera Balletto ” ASTOR” con il balletto di Roma, prima luglio 2021. Tournée per tutta Italia Regia.

## Opera lirica
Nel 2000 viene nominato per il premio "Estrella de Mar" per l'opera El fluflini, nella categoria migliore spettacolo umoristico.
Tra il 2000 ed il 2006 cura la regia de Il barbiere di Siviglia, Il Sogno di Ulisse, e La Dirindina di Domenico Scarlatti per il Teatro Colón.
Nel 2005-2006 dirige La Scala di Seta e la prima mondiale di Tlausicalpán, premiato dalla critica come miglior opera dell'anno.
Insieme al compositore argentino Luis Bacalov dirige le opere Estaba la madre, rappresentata sia Italia che in Argentina, Baires concerto, e Mi Buenos Aires Querido. Il regista ed il compositore argentino curano la direzione artistica e musicale di tutte le opere.
Recita la parte di Borges nell'opera Y Borges cuenta que... diretta dal collega Giorgio Barberio Corsetti.
Nel luglio 2014 partecipa al "Ravello Festival" con un nuovo spettacolo da lui ideato e diretto: Con el respiro del Tango con Luis Bacalov e l'attore Michele Placido.
Nel settembre 2014 ha curato la regia dello spettacolo Insalata Portegna insieme all'orchestra Verdi di Milano. 2015 ha fatto la regia della opera lirica "una divino comedia" con musica di Luis Bacalov e la orchestra Verdi di Milano, per la EXPO. 
Nel 2015 ha fatto la regia della Opera Lirica  ” Estaba la madre” di Luis Bacalov, con la Orchestra Sinfonica Nacional,  il Coro Polifonico Nacional e il Balletto Contemporaneo Nacional, Auditorium Centro Cultural kirchner di Buenos Aires, Argentina. 
Nel 2016 ha fatto la regia della Opera Lirica  ” Estaba la madre”, con coro e orchestra in Piazza del Plebiscito in Napoli,  per i 40 anni della dittatura Militare in Argentina.
Nel 2016 ha fatto la regia della opera lirica "una divino comedia" con musica di Luis Bacalov e la orchestra Verdi di Milano, nella stazione sinfonica. .

## Opere di prosa
Dirige più di cinquanta opere di autori argentini ed internazionali, fra cui si elencano i principali:
- La madre di Bertolt Brecht
- Le astuzie di Scapino, Tartufo ed Il malato immaginario di Molière
- Marathon di Ricardo Monti
- Gris de ausencia di Roberto Cossa
- Nozze di sangue
- Romeo e Giulietta
- "Morti senza Tomba" di J. P. Sartre
- "Made in Argentina" di N. Fernandez Tiscornia
- "Assenza", spettacolo musicale da lui ideato, rappresentato in vari teatri Italiani
- "Tango y nada mas", composto insieme a Giorgio Zagnoni (direttore artistico del teatro Manzoni di Bologna)
- Nel luglio 2014 partecipa al "Ravello Festival" con un nuovo spettacolo da lui ideato e diretto: Con el respiro del Tango[3] con Luis Bacalov e l'attore Michele Placido